# Скорцень (комуна, Бакеу)
Скорцень, Скорцені (рум. Scorțeni) — комуна у повіті Бакеу в Румунії. До складу комуни входять такі села (дані про населення за 2002 рік):
- Богденешть (74 особи)
- Грігорень (737 осіб)
- Скорцень (1529 осіб) — адміністративний центр комуни
- Стежару (100 осіб)
- Флорешть (675 осіб)
- Шерпень (62 особи)

Комуна розташована на відстані 239 км на північ від Бухареста, 20 км на захід від Бакеу, 97 км на південний захід від Ясс, 128 км на північний схід від Брашова.

## Населення
За даними перепису населення 2002 року у комуні проживали 3177 осіб.
Національний склад населення комуни:
| Національність            | Кількість осіб | Відсоток |
| ------------------------- | -------------- | -------- |
| румуни                    | 3120           | 98,2%    |
| цигани                    | 45             | 1,4%     |
| чанго                     | 10             | 0,3%     |
| українці                  | 1              | < 0,1%   |
| не вказали національність | 1              | < 0,1%   |

Рідною мовою назвали:
| Мова                  | Кількість осіб | Відсоток |
| --------------------- | -------------- | -------- |
| румунську             | 3165           | 99,6%    |
| угорську              | 10             | 0,3%     |
| українську            | 1              | < 0,1%   |
| не вказали рідну мову | 1              | < 0,1%   |

Склад населення комуни за віросповіданням:
| Релігія            | Кількість осіб | Відсоток |
| ------------------ | -------------- | -------- |
| православні        | 2496           | 78,6%    |
| римо-католики      | 652            | 20,5%    |
| адвентисти         | 13             | 0,4%     |
| п'ятдесятники      | 7              | 0,2%     |
| бретрени           | 7              | 0,2%     |
| реформати          | 1              | < 0,1%   |
| не вказали релігію | 1              | < 0,1%   |

## Зовнішні посилання
- Дані про комуну Скорцень на сайті Ghidul Primăriilor [Архівовано 18 березня 2012 у Wayback Machine.]